# Callulops fojaensis
Espèce
Callulops fojaensis est une espèce d'amphibiens de la famille des Microhylidae.

## Répartition
Cette espèce est endémique de la province de Papouasie en Indonésie. Elle se rencontre dans les monts Foja.

## Étymologie
Son nom d'espèce, composé de foja et du suffixe latin -ensis, « qui vit dans, qui habite », lui a été donné en référence au lieu de sa découverte, les monts Foja.

## Publication originale
- Oliver, Richards & Tjaturadi, 2012 : Two new species of Callulops (Anura: Microhylidae) from montane forests in New Guinea. Zootaxa, no 3178, p. 33-44